# Aprostocetus maximus
Aprostocetus maximus is een vliesvleugelig insect uit de familie Eulophidae. De wetenschappelijke naam is voor het eerst geldig gepubliceerd in 1915 door Dodd & Girault.